# Andreas Waelti
Andreas Waelti (* 1980 in Thun) ist ein Schweizer Jazzmusiker (Kontrabass, Komposition).

## Leben und Wirken
Waelti studierte zunächst an der Swiss Jazz School in Bern. Er vertiefte seine Ausbildung 2005/2006 am Jazz-Institut Berlin bei Chris Dahlgreen und Sigi Busch und 2007 an der Musik-Akademie der Stadt Basel bei Bänz Oester.
Dann zog Waelti nach Berlin, wo er mit Sophie Tassignon und im Quartett Transit Room mit Uli Kempendorff, Samuel Halscheidt und Tobias Backhaus wirkte. Ausserdem wurde er Mitglied von Andromeda Mega Express Orchestra. Seit 2011 lebt er in Wien, wo er mit dem Trio Tree (mit dem Pianisten Georg Vogel und dem Schlagzeuger Michael Prowaznik) zwei Alben vorlegte und im Quintett von Fabian Rucker (mit Philipp Nykrin, Christian Neuschmid, Andreas Lettner) sowie im Duo mit Rucker arbeitet. Er ist auch auf Alben von The Notwist, Eliana Burki, Folk Tassignon/Azolia, Malte Schillers Red Balloon, NIQU, No Hay Banda, Reinhold Schmölzer & Orchest•ra•conteur, dem Tobias Hoffmann Nonet und Anna Tsombanis zu hören.
Weiterhin ist Waelti als Dozent für Theorie, Harmonielehre, Komposition und Ensemble an der Akademie Deutsche Pop in Wien tätig. 2023 übernahm er mit Luca Sisera die Leitung des Labels Unit Records.